# Christina Klausmann
Christina Klausmann (* 7. Dezember 1957 in Freiburg im Breisgau; † 21. Oktober 2008 in Stuttgart) war eine deutsche Historikerin, Publizistin und Kuratorin mit dem Schwerpunkt Geschlechterverhältnisse und Frauenbewegungskultur in Deutschland.

## Leben und Wirken
Klausmann studierte Geschichte und Germanistik an der Albert-Ludwigs-Universität Freiburg. Zentrales Thema ihrer wissenschaftlichen Arbeiten war die historische Frauenforschung. Klausmann wurde 1995 mit der Dissertationsschrift Politik und Kultur der Frauenbewegung im Kaiserreich. Das Beispiel Frankfurt am Main von Dieter Langewiesche an der Universität Tübingen promoviert. Klausmanns sozialgeschichtliche Lokalstudie entstand im Rahmen des von der Deutschen Forschungsgemeinschaft (DFG) geförderten Projekts Sittlichkeit und Stimmrecht – Zur Politik und Kultur der Frauenbewegung um die Jahrhundertwende unter der Leitung von Ute Gerhard am Fachbereich Soziologie der Johann Wolfgang Goethe-Universität Frankfurt am Main und in Zusammenarbeit mit Ulla Wischermann.
Klausmanns Arbeiten liefern mit dem kollektivbiografischen Ansatz der Historischen Netzwerkforschung ein differenziertes Bild der personellen Verknüpfungen in der Frankfurter Frauenbewegung um 1900. Sie befasste sich mit aktiven Frankfurter Vereinen und Organisationen wie etwa der Ortsgruppe des Allgemeinen Deutschen Frauenvereins (ADF).
Außerdem verfolgte sie die Programmentwicklung des 1898 um Elisabeth Winterhalter, der ersten Frankfurter Frauenärztin, gegründeten lokalen Zweigs des „Vereins Frauenbildung-Frauenstudium“ bis etwa zum Beginn des Ersten Weltkriegs. In einer „Annäherung an eine kollektive Biographie“ zeigt die Studie auch einzelne führende Akteurinnen, unter anderem die Cousinen Anna Edinger (1863–1929) und Bertha Pappenheim (1859–1936), in ihren Vermittlungsfunktionen zwischen der lokalen, nationalen und auch internationalen Frauenbewegung. Die Organisations- und Repräsentationsformen der ersten Frauenbewegung sowie deren Strategien zur Mobilisierung von Unterstützern bezieht Klausmann auch auf die Besonderheiten der historischen Stadtöffentlichkeit: Ein verhältnismäßig großer Teil der Aktivistinnen stammte aus dem liberal eingestellten jüdischen Bürgertum mit engen organisatorischen und persönlichen Beziehungen zu den Zirkeln der Sozialreformer. Diese städtische Elite, zu der maßgeblich die Sozialpolitikerin und Publizistin Henriette Fürth (1861–1938) gehörte, unterstützte den Aufbau einer eigenständigen institutionellen Sozialfürsorge für notleidende Frauen (u. a. eine Rechtsschutzstelle für Frauen, Einrichtungen für Mädchen und ledige Mütter), insbesondere für Arbeiterinnen und deren Familien. Das Prinzip der von männlicher Einflussnahme unabhängigen Selbstorganisation stellte Klausmann als grundlegend auch für die neue Frauenbewegung heraus.
Von 1991 bis 2004 war Christina Klausmann Mitherausgeberin und Redakteurin der Feministischen Studien, anschließend gehörte sie dem wissenschaftlichen Beirat des Periodikums an.
Aufgrund ihrer Dissertation und weiterer Forschungen und Publikationen, etwa zu der Darmstädter Frauenrechtlerin, Publizistin und Philosophin Louise Dittmar (1807–1884), galt Klausmann als Expertin für die Geschichte der deutschen Frauenbewegung.

## Kuratorische Arbeit
Als wissenschaftliche Mitarbeiterin war sie an der Konzeption und Bearbeitung von Museumsausstellungen beteiligt, so an den Ausstellungen „Sklavin oder Bürgerin? Französische Revolution und Neue Weiblichkeit 1760–1830“ im Historischen Museum Frankfurt am Main 1989 und „1848 – Aufbruch zur Freiheit“ in der Schirn Kunsthalle Frankfurt 1998. Anschließend war Klausmann als wissenschaftliche Mitarbeiterin am Haus der Geschichte Baden-Württemberg in Stuttgart beschäftigt und unter anderem verantwortlich an der Dauerausstellung des Hauses „Landesgeschichte(n). Der deutsche Südwesten von 1790 bis heute“ beteiligt.

## Veröffentlichungen
Monografie
- Politik und Kultur der Frauenbewegung im Kaiserreich: Das Beispiel Frankfurt am Main (= Geschichte und Geschlechter. Band 19). Campus-Verlag, Frankfurt/New York 1997, ISBN 3-593-35758-5 (zugleich Dissertation, Universität Tübingen 1995).

Buchbeiträge, Artikel
- Mitwirkung an: Sklavin oder Bürgerin? Französische Revolution und Neue Weiblichkeit 1760–1830, Viktoria Schmidt-Linsenhoff (Hrsg.), Historisches Museum Frankfurt, Jonas Verlag, Marburg 1989, ISBN 978-3-922561-85-9. Die Kapitel 5, Arbeit und Kapitel 13. Bildung sind von Christina Klausmann
- Louise Dittmar (1807–1884): Ergebnisse einer biographischen Spurensuche. In: Ruth-Ellen Boetcher-Joeres, Marianne Burghard (Hrsg.):  Amsterdamer Beiträge zur neueren Germanistik, Band 28, S. 17–39, Selbstverlag, 1989, ISSN 1875-726X
- Hochstraße 14: Der Frankfurter Frauenclub. In: Elisabeth Bütfering (Hrsg.): FrauenStadtBuch, WEIBH e. V., Frankfurt 1992, S. 284–286
- mit Ute Gerhard, Ulla Wischermann: Frauenfreundschaften – ihre Bedeutung für Politik und Kultur der alten Frauenbewegung. In: Feministische Studien, Ausgabe 1/1993, S. 21–37  ISSN 0723-5186
- mit Reinhild Schäfer, Elke Schüller, Ulla Wischermann: Internationale Kongresse der alten und neuen Frauenbewegung. In: Feministische Studien, Ausgabe 2/1994, S. 100–136
- Handelsfrau, Marktfrau, Handelsgehilfin. Aspekte weiblicher Handelstätigkeit in Frankfurt am Main zwischen 1700 und 1900 In: FrauenStadtGeschichte. Zum Beispiel: Frankfurt am Main, Hrsg.: Hessische Zentrale für Politische Bildung / WEIBH e. V., Ulrike Helmer Verlag, Frankfurt 1995, S. 83–102
- Die bürgerliche Frauenbewegung im Kaiserreich – eine Elite? In: Günther Schulz (Hrsg.): Frauen auf dem Weg zur Elite, Büdinger Forschungen zur Sozialgeschichte, Verlag Boldt im Oldenbourg Verlag, München 2000, ISBN 978-3-486-56429-7
- Vordenkerinnen, Organisatorinnen, Freundinnen, Gegnerinnen. Beziehungen und Netzwerke in der Frauenbewegung. In: Ariadne 37/38, Stiftung Archiv der deutschen Frauenbewegung, Kassel 2000, S. 36–41, ISSN 0178-1073
- mit Ute Gerhart, Ulla Wischermann: Neue Staatsbürgerinnen – die deutsche Frauenbewegung in der Weimarer Republik. In: Ute Gerhard (Hrsg.): Feminismus und Demokratie. Europäische Frauenbewegungen der 1920er Jahre, Ulrike Helmer Verlag, Königstein/Taunus 2001, S. 176–209, ISBN 978-3-89741-058-9
- als Hrsg. mit Joachim Baur, Albrecht Krause, Paula Lutum-Lenger: Landesgeschichten: Der deutsche Südwesten von 1790 bis heute, Haus der Geschichte Baden-Württemberg, Stuttgart 2002, ISBN 978-3-933726-16-2
- mit Susanne Knoblich: Der Wäscherinnenstreik 1897. Neu-Isenburger Arbeiterinnen begehren auf. Hrsg.: Heidi Fogel, Beatrice Ploch, Kultur- und Sportamt der Stadt Neu-Isenburg, 2002, ISBN 978-3-9801219-2-7, ISBN 3-9801219-2-5
- mit Susanne Asche, Rita Müller u. a.: Arbeitstagung Gedächtnis und Erinnerung in unserer Gesellschaft – Museen als Erinnerungsorte. In: Museumsblatt. Mitteilungen aus dem Museumswesen Baden-Württembergs, Ausgabe 34, 2003, S. 3–26[14]

### HerausgabenFeministische Studien
- mit Ulla Wischermann: Frauenbewegungen. Feministische Studien, Nr. 2, 1994
- mit Pia Schmid: Patchworkpolitik. Feministische Studien, Nr. 1, 1996
- mit Juliane Jacobi: Frauen-Politik, Feministische Studien, Nr. 1, 1998
- mit Iris Schröder: Geschlechterstreit um 1900, Feministische Studien, Nr. 1, 2000